# Xã Hopper, Quận Montgomery, Arkansas
Xã Hopper (tiếng Anh: Hopper Township) là một xã thuộc quận Montgomery, tiểu bang Arkansas, Hoa Kỳ. Năm 2010, dân số của xã này là 290 người.